# Sarah Lasley
Sarah Lasley (* 1982 in Louisville, Kentucky) ist eine amerikanische Filmemacherin und Videokünstlerin, die in Eureka, Kalifornien, lebt.

## Leben und Karriere
Sarah erhielt 2008 einen Master of Fine Arts von der Yale School of Art. Während ihres Studiums in Yale drehte sie ihren ersten Kurzfilm Gloria Mundi mit Aja Naomi King und Rachel Spencer Hewitt in den Hauptrollen. In ihrem Nachfolgefilm EVE spielte Aja Naomi King die Hauptrolle. Sie gewann den Hauptpreis durch die Ausstellung „Projection/Projektion“ von Blue Star Contemporary in Zusammenarbeit mit der Stadt Darmstadt. Im Jahr 2023 war sie im Rahmen der Darmstädter Sezession  Artist in Residence im Atelier Siegele. Während ihres Aufenthalts in Deutschland drehte sie ihren Kurzfilm Climate Control, der 2024 in die Kinos kommen wird. Sarah besuchte 2004 die Skowhegan School of Painting and Sculpture und ist derzeit Professorin für Film an der Cal Poly Humboldt in Arcata, Kalifornien.